# Bandmicrofoon

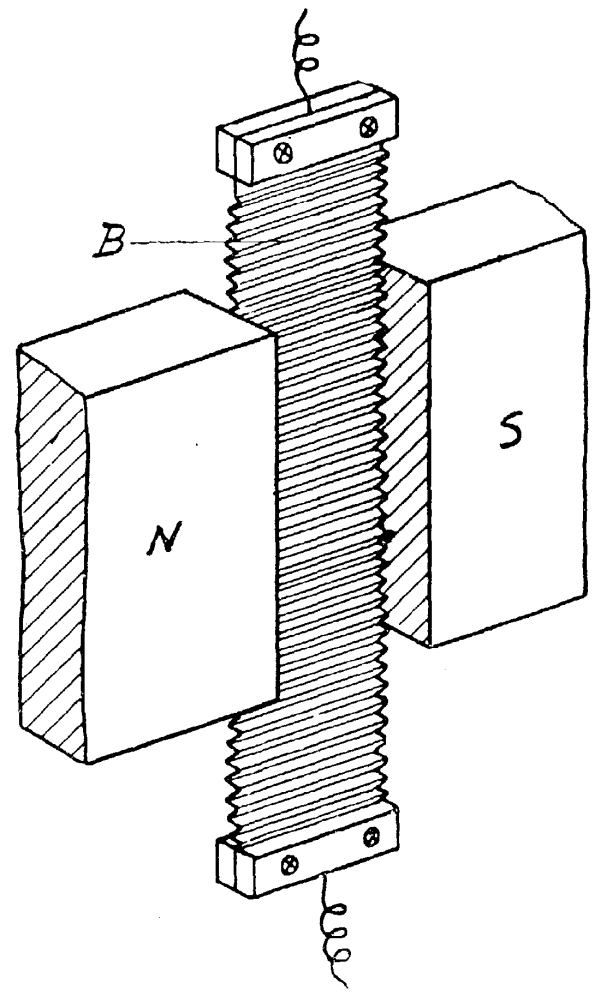
Schematische voorstelling van een bandmicrofoon

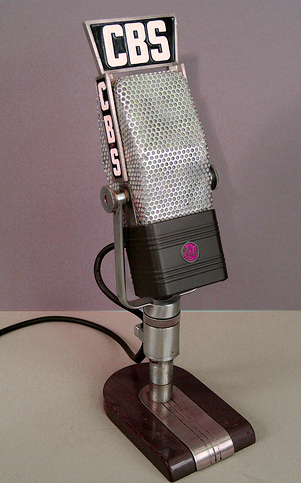
RCA "44" band microfoon

Het werkingsprincipe van de bandmicrofoon beter bekend als ribbonmicrofoon is hetzelfde als bij de dynamische microfoon. In plaats van membraan en spoel vangt een zeer dun metalen bandje de trillingen op. Dat bandje fungeert dus in feite als een spoel met één wikkeling. Een bandmicrofoon kan zeer lage frequenties, tot 30 Hz, registreren. Praktisch alle bandmicrofoons zijn bidirectioneel gevoelig ("figure eight" genoemd, naar de vorm van de gevoeligheidscurve). Echter enkele modellen van de Duitse fabrikant Beyerdynamic (waaronder de M160, M260 en M500) zijn met een supernier-karakteristiek hierop, voor zover bekend, de enige uitzondering, deze microfoons waren dan ook ontworpen om live op het podium te kunnen gebruiken. Een bandmicrofoon is erg kwetsbaar en zéér gevoelig voor windstoten/blazen. Een keer hard blazen in de microfoon en de band moet worden vervangen omdat die vervormd (beschadigd) is geraakt. Om die reden dienen bandmicrofoons met een windsok te worden bedekt als ze verplaatst worden. Een bandmicrofoon heeft ten opzichte van dynamische-en-condensator microfoons een lage output. Om die reden is het belangrijk dat de bandmicrofoon wordt gebruikt in combinatie met een voorversterker met een zeer hoge signaal-ruisverhouding. Een aantal fabrikanten heeft actieve bandmicrofoons op de markt. Bij een actieve bandmicrofoon zit er een voorversterker ingebouwd die gebruikmaakt van fantoomvoeding. Bandmicrofoons raakten in de jaren 70 uit de gratie en werden lange tijd nauwelijks meer gebruikt.
In de afgelopen jaren zijn in studio's de bandmicrofoons weer terug in de gratie geraakt vanwege het zachte warme karakter waardoor ze niet zo schel klinken als condensatormicrofoons en daardoor een goed alternatief bieden, en omdat ze een zeer hoge geluidsdruk aankunnen zonder dicht te slaan of te vervormen. Bandmicrofoons worden vooral gebruikt voor opnames van blaasinstrumenten, en van de elektrische en akoestische gitaar.
De twee belangrijkste fabrikanten van bandmicrofoons zijn Coles en Royer. Goede bandmicrofoons zijn niet goedkoop (tussen de 600 en 2000 euro anno juni 2010). Maar inspringend op de trend van de laatste jaren zijn er steeds meer (meestal in China geproduceerde) goedkope bandmicrofoons op de markt verschenen (vanaf 120 euro). De kwaliteit van deze microfoons is echter niet te vergelijken met die van de duurdere merken.